# Cordó (ornament)

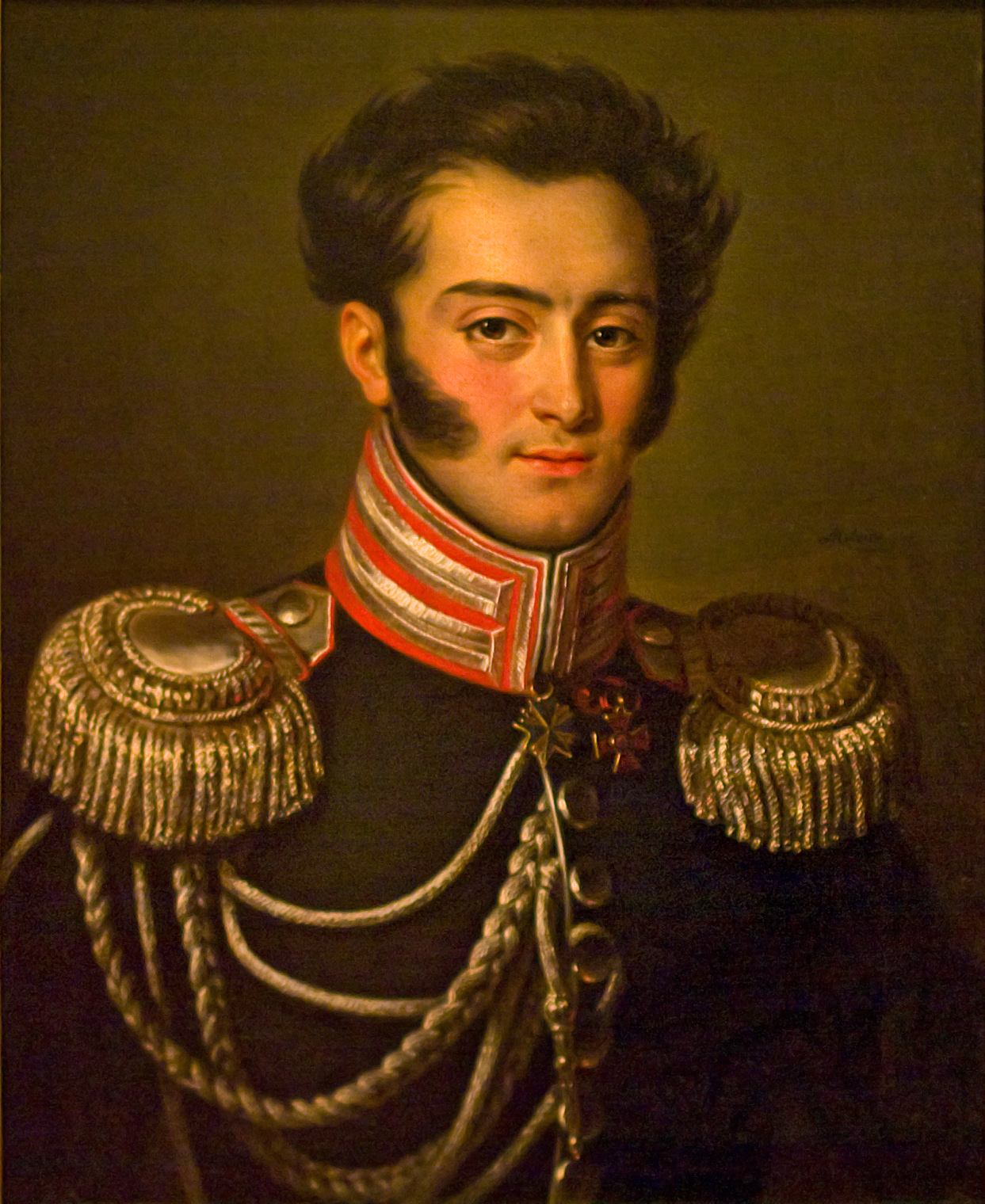
Oficial rus (1825) en uniforme de gala, el pit dret ornat de cordó daurat

El cordó, en contextos militars, és un ornament en forma de cordó trenat, de color daurat o argentat en la majoria de casos. En aquesta accepció, el català cordó equival a l'anglès cord, braid i, a voltes, lanyard; a l'esp. cordón; al fr. cordon; a l'it. cordone i cordellino; el port. cordão; etc., etc.
De cordons d'aquesta mena se n'han usat a les forces armades durant segles, primer com a peces pràctiques i, més endavant, com a ornaments que estilitzen l'ús originari. Entre els hússars, per exemple, era mitjançant un cordó passat entorn del coll dret del dòlman que se sostenia la pellissa sobre l'espatlla esquerra. També les alamares de tipus hússar són fetes de cordó trenat.
L'exemple més característic d'ús del cordó com a ornament militar és el que es duu sobre una banda del pit en uniformes de gala: fixat per un extrem a l'espatlla de la peça superior, i al pit de la peça superior per l'altre extrem, es deixa penjant en forma de semicercle o de U allargassada. En exèrcits de llarga tradició el cordó dut d'aquesta manena rep designacions específiques, sovint en francès:
- aiguillette ('agulleta'): duta a la banda dreta o a l'esquerra, segons els casos; denota la branca, especialitat o encàrrec del portador, i pot variar segons el grau.
- fourragère ('farratgera'): duta exclusivament a la banda esquerra; es concedeix a unitats senceres en reconeixement d'algun mèrit concret.

Hi ha tota mena de llegendes que expliquen l'origen dels cordons de pit. El més probable és que siguin derivació dels cordons que antigament s'usaven per a mantenir fixes les diverses peces d'armadura; sovint els extrems d'aquests cordons quedaven penjant sobre el pit i l'espatlla.

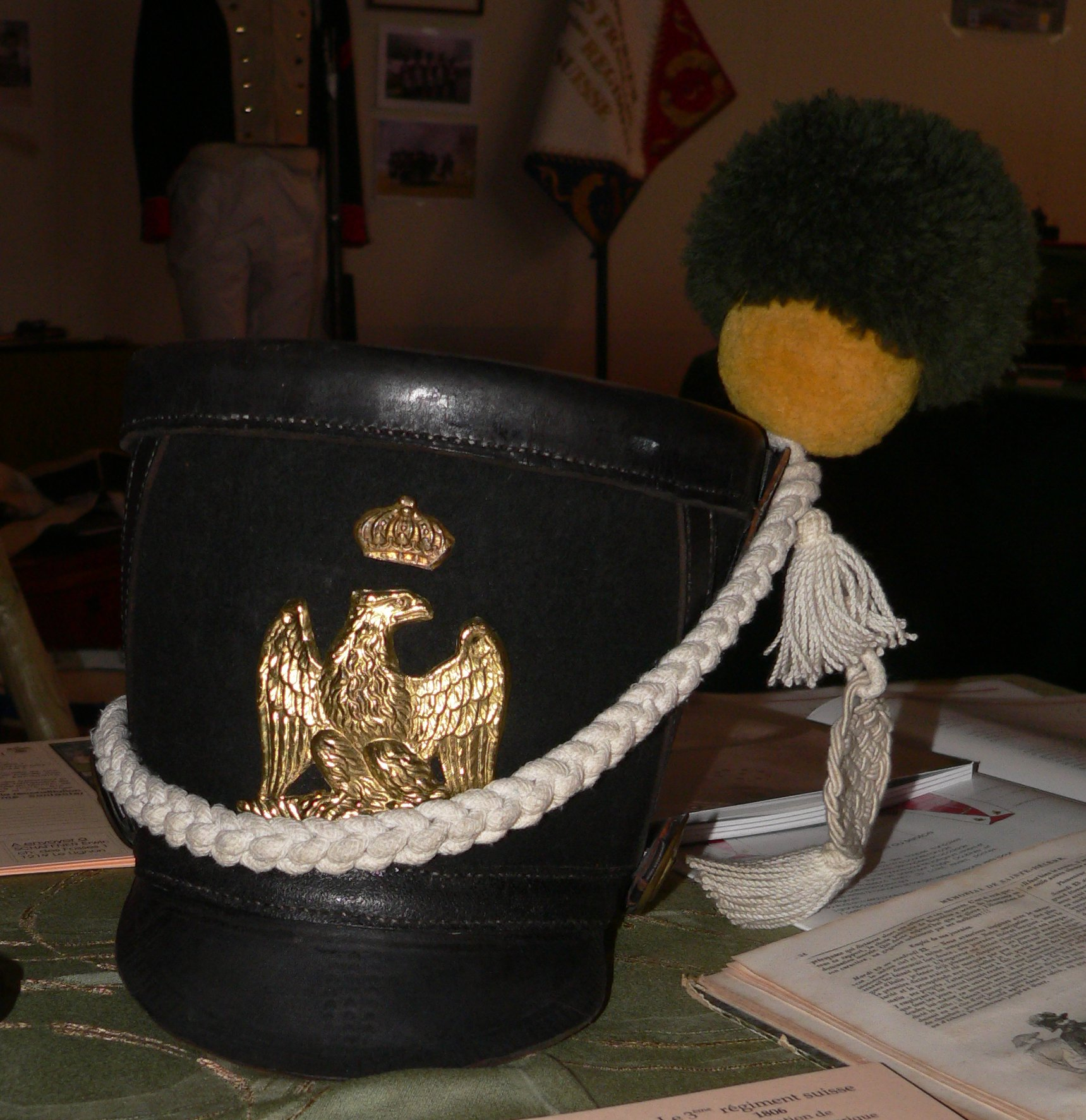
Xacó napoleònic ornat de cordó argentat

El cordó s'usa de manera anàloga com a ornament de gala sobre certes lligadures militars (per exemple, el xacó).
El cordó de pit també pot donar-se en forces policials i, en alguns estats, en uniformes de gala de l'alt funcionariat civil.